# Grottes de Alkerdi-Berroberria
Les grottes de Alkerdi-Berroberria sont un site archéologique situé dans la commune de Urdazubi (communauté forale de Navarre) dans la communauté du Pays basque en Espagne,.
Ce sont les seules grottes de la Navarre qui présentent de l'art pariétal préhistorique et elles ont été déclarées bien d'intérêt culturel.

## Emplacement
Le système de grottes d'Alkerdi-Berroberria-Zelaieta est situé à l'extrémité nord-ouest de la Navarre, entre les quartiers d'Alkerdi et de Leorlaz d'Urdazubi, à une altitude d'environ 100/120 m. Elle se développe sur un affleurement calcaire récifal du Crétacé inférieur qui s'étend vers l'ouest (Zugarramurdi-Sare) et vers le nord-est (Ainhoa). La rivière Nivelle, qui recueille ses eaux, se jette dans la mer Cantabrique à Saint-Jean-de-Luz, à 116 km des grottes.

## Historique

### Découverte et premières recherches
En 1930, Norbert Casteret explore la grotte de Berroberria et la grotte d'Alkerdi. Ces deux grottes sont adjacentes, la seconde légèrement plus haute que la première, et orientée vers le sud. À Berroberria, il a trouvé des morceaux de silex, des fragments d’os de cheval, de bovidé et de sanglier, ainsi que des coquilles de mollusques ; Sur un mur de la grotte d'Alkerdi, il a trouvé six gravures rupestres paléolithiques. Il a rapporté ses découvertes, très brièvement, dans une publication de 1933.
Une analyse détaillée des gravures a été réalisée des décennies plus tard par Ignacio Barandiarán Maestu (es) Il a décrit un total de 22 images, dont un bison , un cerf et le dos d'un lynx roux. D'après les datations effectuées, elles remonteraient à la période du Magdalénien inférieur.
À la suite de la découverte de Casteret, de nombreux archéologues ont étudié la grotte de Berrobberria. Le marquis de Lorraine effectua une fouille en 1939, et distingua six niveaux stratigraphiques, avec un matériel d'lithique et faunique abondant ; Ces matériaux se trouvent au Musée archéologique de Bilbao. Mais les fouilles les plus importantes ont été réalisées par Juan Maluquer de Motes, entre 1959 et 1964, et par Ignacio Barandiaran et Ana Cava, entre 1977 et 1994. On distingue sept périodes distinctes d’occupation, la plus ancienne étant la période magdalénienne (il y a +/- 14 500 ans). Il a également été occupé durant la période azilienne, le Mésolithique et l'âge du bronze.
À l'embouchure de la grotte d'Alkerdi, l'équipe d'Ignacio Barandiaran a réalisé trois campagnes de fouilles, en 1988 , 1993 et 1994. Ils n'ont trouvé qu'un seul niveau d'occupation, datant de la période gravettienne (il y a +/- 27 000 ans). Il convient de souligner la dent d'Homo sapiens retrouvée à cet endroit, premier vestige humain préhistorique de Navarre.

### Carrière d'Alkerdi

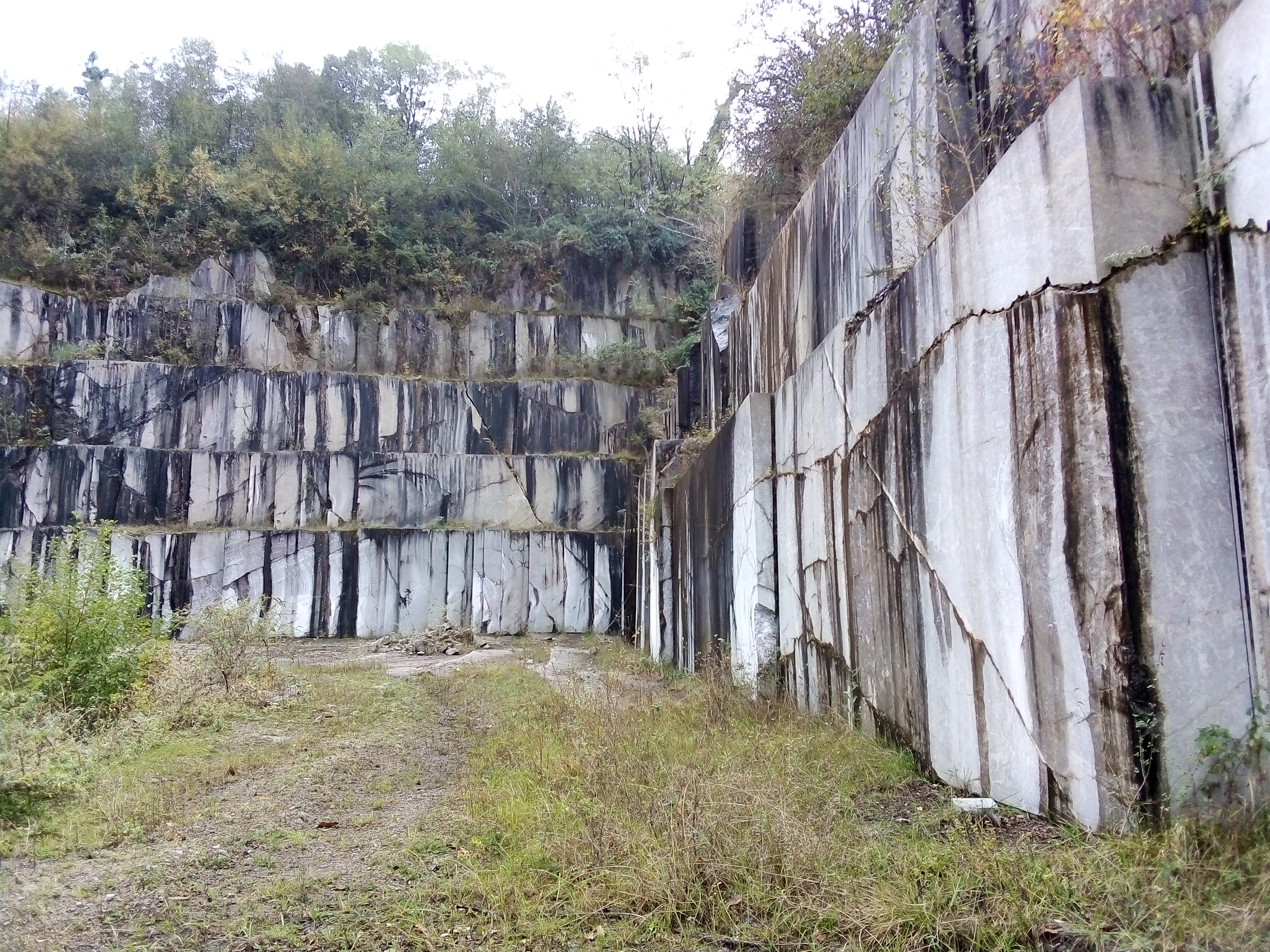
Carrière d'Alkerdi.

L'extraction de calcaire et de granit dans le quartier d'Alkerdi a commencé au XXe siècle. Ils ont commencé dans les premières décennies du siècle. En 1928, par exemple, l'explosion d'un engin explosif a mis au jour la grotte de Zelaieta I, dont l'entrée était bloquée depuis la préhistoire en raison d'un glissement de terrain ou d'un éboulement. Cependant, l'extraction de pierre bleue est restée à petite échelle jusqu'en 1965, lorsque la société Mármoles del Baztán SA a obtenu l'autorisation d'exploiter la carrière de Zelaieta. En plus d'être proches des grottes d'Alkerdi et de Berroberria, d'autres grottes et galeries du même système karstique étaient situées dans la zone d'exploitation de la carrière.
Entre 1974 et 1975, le Département de Spéléologie de l'Institut Prince de Viana y a réalisé plusieurs études, qui ont été publiées dans le Catalogue Spéléologique de Navarre. En plus de souligner l'intérêt archéologique et paléontologique de Zelaieta 1, Zelaieta 2, Ikaburu et de la grotte de Harrobi, les experts ont exprimé leur inquiétude quant aux dommages que pourraient subir les grottes d'Alkerdi et de Berroberria, tant par l'utilisation d'explosifs que par la filtration des boues générées lors de la découpe des blocs de calcaire. En 1975, des techniciens du Département des Travaux Publics et des membres de la Commission Archéologique de l'Institution Prince de Viana ont signalé que trois grottes Zelaieta I, Zelaieta II et la grotte Harrobiko avaient été détruites par des travaux d'extraction ; De même, le ruisseau Urtxume, certains gouffres et la grotte d'Ikaburu auraient également été endommagés
En 1995, le Gouvernement de Navarre a déclaré la zone archéologique connue sous le nom de Grottes de Berroberria Bien d'Intérêt Culturel , établissant un environnement protecteur d'un rayon de cent mètres. En 1999, lors de l'approbation du Plan Général d'Urdazubi, il a été demandé à l'entreprise qui exploitait la carrière de réglementer et de légaliser son activité. Le processus réglementaire a établi, entre autres, la nécessité de mettre fin aux explosions. La carrière a été fermée de 2008 à fin 2011 en raison de la crise économique. Cependant, après deux longues années de stagnation, en 2013, le Gouvernement de Navarre a prolongé de 30 ans le permis d'exploitation de la carrière à l'entreprise Marmoles de Baztan. Le nouveau projet d'exploitation prévoyait l'extraction de petites pierres pour la construction et, pour y parvenir, le dynamitage était autorisé.

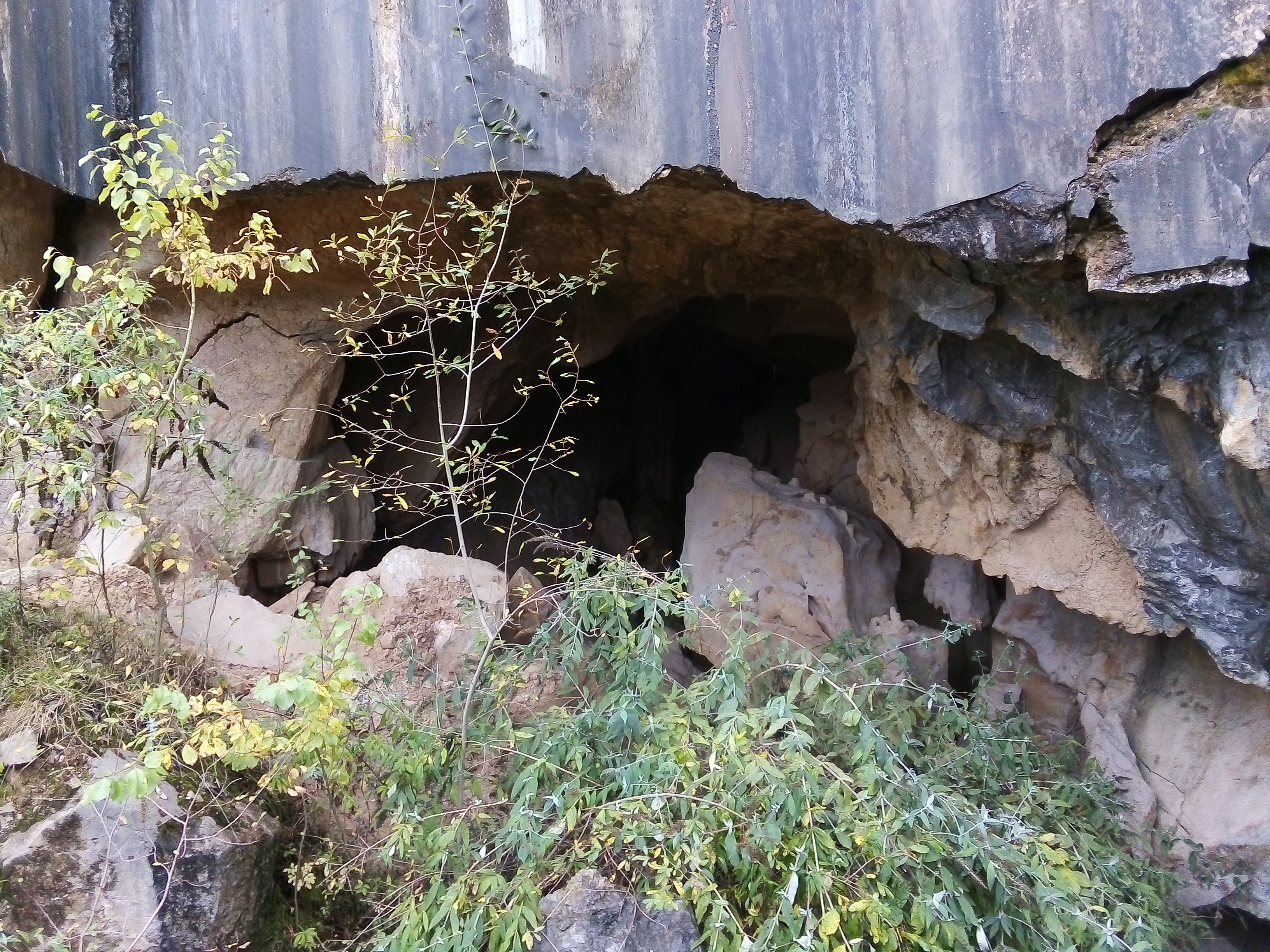
L'embouchure de la grotte Zelaieta 3 a subi d'importants dommages à la suite de l'explosion du 15 juillet 2014.

Toutes les alarmes se sont déclenchées le 15 juillet 2014. Il y eut une énorme explosion dans la carrière, plus forte que toutes celles qui s'étaient produites auparavant. La forte explosion a été ressentie dans les maisons voisines, tandis que des fragments de roches explosées sont apparus sur les porches de certaines maisons. Lors de cette grande explosion, le plafond de la grotte de Zelaieta III s'est effondré, la détruisant presque entièrement. Consciente de la gravité de la situation, l'association SOS Alkerdi a demandé au Gouvernement de Navarre et au Défenseur du Peuple de Navarre, Javier Eneritz, de protéger le patrimoine archéologique d'Urdazubi.

### Découvertes duXXesiècle
En mars 2014 , profitant de la Journée internationale de Kobe, les archéologues Diego Garate (es), Olivia Rivero et Florian Berrouet pénètrent à Alkerdi, aidés de quelques plans réalisés par Norbert Casteret. Après avoir traversé un tunnel dans lequel seule une personne peut passer, ils sont tombés sur la soi-disante Galeria de los Bisontes. Bien qu'on ait d'abord pensé qu'il n'y avait que quatre ou cinq gravures, ils en ont trouvé près de 30, dont onze bisons et quatre chevaux. Selon les dernières datations, elles remonteraient à la période du Magdalénien moyen (il y a +/- 13 500 ans).
C'est pourquoi, en 2016, la Direction Générale de la Culture du Gouvernement de Navarre a chargé la Sociedad de Ciencias Aranzadi (es) de réaliser une étude approfondie de l'ensemble du système de grottes. Dans les recherches spéléologiques, géologiques et archéologiques réalisées la même année, l'unité géologique du système Zelaieta-Ikaburua a été découverte, la grotte Alkerdi avec 2,3 km de nouvelles galeries et 53 nouveaux accès aux cavités. Dans la grotte d' Alkerdi II, on a découvert de l'art rupestre de la période du Gravettien, comprenant à la fois des gravures animalières et des peintures (signes géométriques, lignes et séries de points). De plus, dans l'un des secteurs décorés, du matériel archéologique a été observé dans sa position d'origine : de nombreux morceaux de silex, des restes de charbon de bois, des fragments d'os et des foyers au sol.
D'autre part, les chercheurs ont constaté que les déchets générés par l'activité des carrières, dépôts de blocs et d'agrégats, endommageaient les accès naturels au système karstique et qu'ils ne pouvaient pas être explorés à cette époque. L'enquête a été claire dans ses conclusions : la grotte d'Alkerdi II étant située dans la zone d'exploitation de la carrière, l'exploitation ne pouvait pas continuer, car elle détruirait la grotte et l'art rupestre ; en fait, il n'y avait que 24 m entre la zone d'exploitation de la carrière et les panneaux de la falaise.
En septembre 2016, prenant en compte le rapport d'expertise recommandant la suspension des activités d'exploitation des carrières, le nouveau Gouvernement de Navarre a décidé d'agrandir la zone protégée d'Alkerdi et de la déclarer Bien d'Intérêt Culturel. Deux mois plus tard, par résolution de la Direction générale de l’industrie, de l’énergie et de l’innovation, la demande de prorogation de la concession d’exploitation présentée par l’entreprise Mármoles del Baztán a été rejetée.

## Alkerdi et Berroberria à travers la Préhistoire

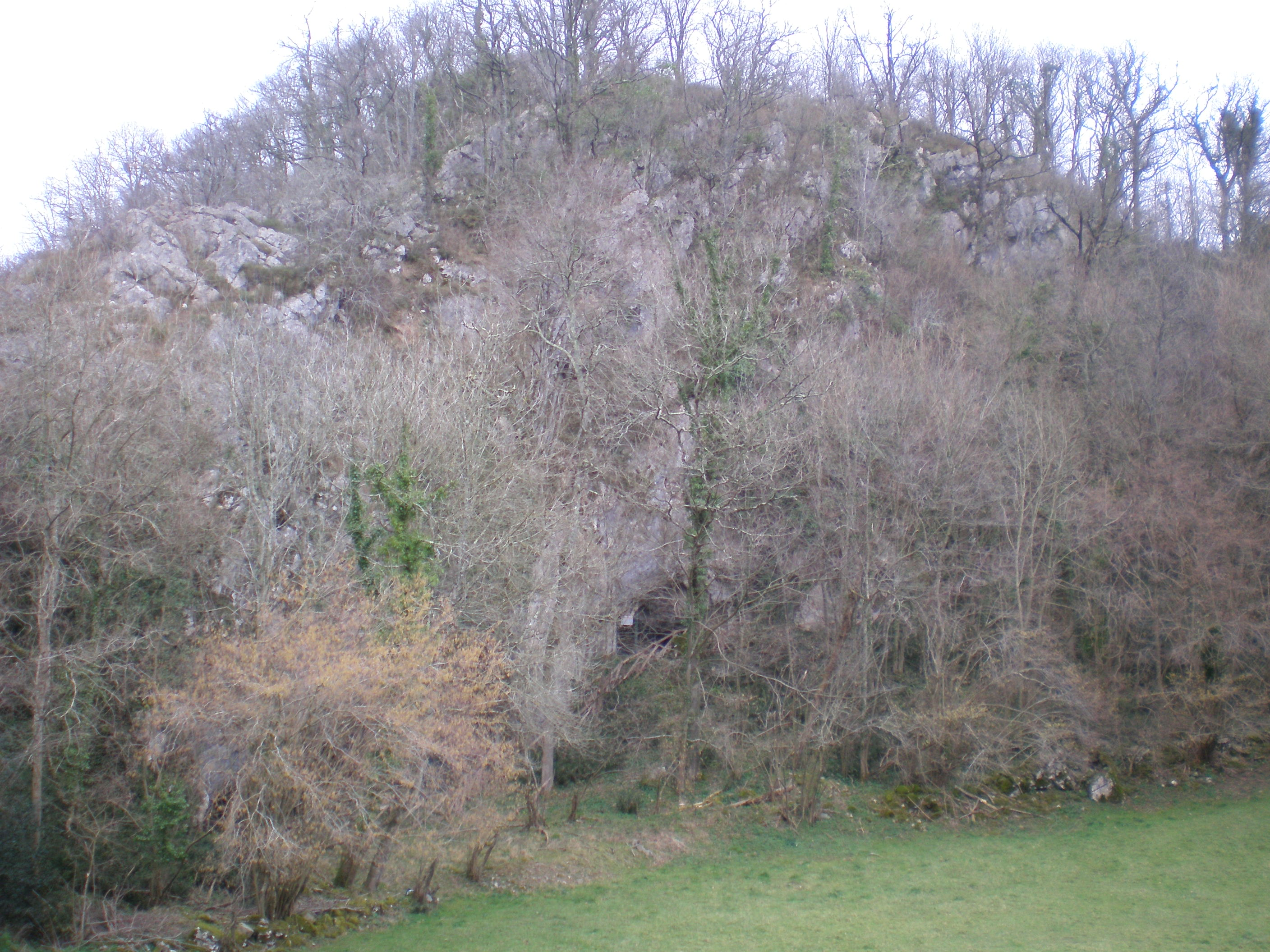
Colline calcaire dans les champs ; Les grottes sont en bas.

Comme l'ont montré les fouilles réalisées à Alkerdi et à Berroberria, ces grottes ont été utilisées comme habitations tout au long de la Préhistoire ; Aucune fouille n'a été effectuée à Alkerdi II à ce jour. Cet endroit présentait des conditions environnementales très favorables au Paléolithique supérieur : faible altitude, proximité des cours d'eau et de la mer, abondance de gibier et de poissons ... Berroberria était une grande grotte peu profonde (18 m de long, 23 m de large et 4 à 6 m de haut), qui offrait un confortable hall de 200 m2. Alkerdi I, en revanche, avait une entrée très étroite et un plafond bas ; Cependant, comme il était légèrement plus haut, il était utile à l'époque où Berroberria était submergée,.

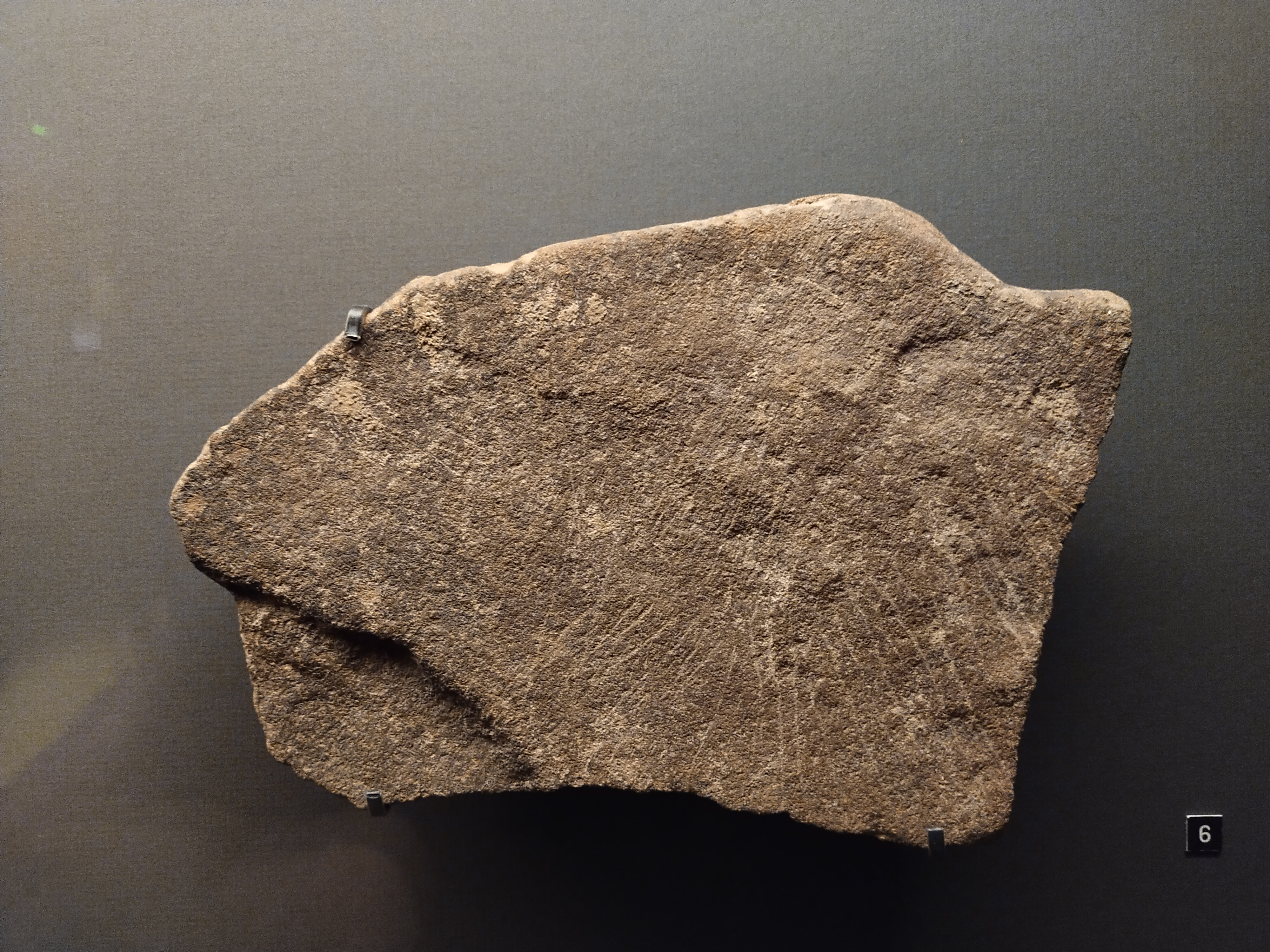
Pierre avec des traces humaines, Berroberria III

- Les vestiges les plus anciens remontent à la période du Gravettien ( +/-26 500 ans). À cette époque, Berroberria était submergée, mais un petit groupe de personnes utilisait occasionnellement la grotte d'Alkerdi comme campement, peut-être en fonction de la saison. En tout cas, la résidence permanente de ce groupe aurait été dans une autre grotte à proximité, peut-être à 3 km à l'ouest, à la grotte de Sare. Outre des outils lithiques, des os de chevaux, de cerfs, de chevreuils, de sangliers, d'oiseaux et de poissons ont été retrouvés lors des fouilles, ainsi que des coquilles de mollusques marins. Bien que certains de ces mollusques fussent comestibles (Patella), la fonction d'autres aurait été purement symbolique ou ornementale (Turritella, Littorina obtusata et Dentalium)[15]. Les gravures et peintures d' Alkerdi II ont également été réalisées pendant la période gravettienne[16].
- Selon les données actuelles, un laps de temps important a dû s'écouler avant la prochaine occupation de ces grottes. Au début de la période magdalénienne, Berroberria était sèche et était un lieu très propice à la vie ; c'est pourquoi il fut fréquemment utilisé comme campement durant les périodes du Magdalénien inférieur ou moyen (14500 à 13500 ans). Quant à la grotte d'Alkerdi, elle n'était pas habitable, mais des gravures y ont été réalisées (bisons, cerfs, chevaux, etc.). Plus tard, cependant, Berroberria a dû être abandonné car il a coulé à nouveau.
- Au cours de la période du Magdalénien supérieur (il y a +/- 13500 ans), lorsque la grotte s'est asséchée, Berroberria a été à nouveau occupée. Et, presque sans interruption, ce fut un lieu d'habitation humaine pendant la période du Magdalénien supérieur (entre 12.640±100 et 11.100±120 ans) et l'Azilien (entre 10.300±170 et 9.740±190 ans).
- Après une interruption de 1500 ans, probablement due à une submersion, Berroberria a été réoccupée au Mésolithique (entre 8.860±100 et 8.470±80 ans). Bien que beaucoup plus rare, il fut aussi un refuge pour les humains à la fin de la Préhistoire, aussi bien au Néolithique qu'à l'Âge du Fer (il y a 2.655±35 ans).

## Art rupestre d'Alkerdi
De l'art rupestre a été découvert dans deux grottes du système de grottes d'Alkerdi-Berroberria : Alkerdi I contient des gravures de la période de Magdalénien inférieur, datant de 13 500 à 13 000 ans, et Alkerdi II contient des gravures et des peintures de la période gravettienne, datant de 28 000 à 20 000 ans.

### Alkerdi I
En 1930, Norbert Casteret découvre cinq gravures d'animaux dans Alkerdi I, et en 1933 il rapporte la découverte dans un article court et quelque peu confus. En 1935, Julio Caro Baroja a réalisé des copies des gravures, commandées par José Miguel de Barandiarán Ayerbe. Ignacio Barandiarán Maestu (es) a effectué des recherches approfondies sur les inscriptions locales en 1973 et a décrit 22 images, réparties en deux groupes ; Il ne parvient cependant pas à retrouver les deux images mentionnées par Casteret (le bison et le cheval). Enfin, un autre secteur décoré a été découvert par Diego Garate (es) et Olivia Rivero Vilá (es) en 2014, avec 20 images, principalement de bisons ; Ils ont également redécouvert deux images perdues de Casteret.
Il existe donc quatre secteurs avec de l'art rupestre : 
- secteur A : au bout du couloir qui part à gauche de l'entrée de la grotte, dans une stalagmite, à 30 m de l'embouchure. Il y a 7 figures[19] : un bison, un cheval, un cerf, un animal non spécifié et 3 séries de lignes ;
- secteur B : dans le couloir menant au secteur A, sur le mur de gauche. Un animal errant, non spécifié ;
- secteur C : sur le mur opposé à l'entrée de la grotte, à 15 m de l'embouchure. Deux œuvres, le loup et la biche selon Ignacio Barandiaran ;
- secteur D (galerie des bisons) : depuis le hall, en allant vers la droite et en entrant par un couloir qui part du mur de gauche. Il y a 19 gravures : 10 bisons, 3 chevaux, 4 animaux non spécifiés et 2 séries de lignes ; Il y a aussi une tache rouge.

### Alkerdi II
En 2014, la Direction Générale de la Culture du Gouvernement de Navarre a lancé un grand projet de recherche pour évaluer le potentiel archéologique d'Alkerdi-Berrobberria. L'Association Scientifique Aranzadi s'est vu confier ce nouveau projet de recherche, et le Conseil Municipal d'Urdazubi l'a également soutenu. Ainsi, en 2016, Alkerdi II a été découvert, ainsi que de nouvelles expressions de l’art rupestre paléolithique et une extension importante d’une galerie jusqu’alors inconnue. En juillet 2020, l'équipe de spéléologie de Satorrak a découvert une autre galerie décorée dans Alkerdi II.
Les œuvres découvertes en 2016 sont divisées en quatre secteurs. Deux d'entre elles (A et B), qui comptent le plus de représentations, sont situées l'une à côté de l'autre, au fond de la grotte, et les deux autres (C et D) sont situées dans des galeries latérales séparées. On y trouve trois gravures d'animaux (un bison, un cheval et un quadrupède non spécifié), des signes géométriques complexes peints en noir (le triangle, un groupe de points) et en rouge (le rectangle avec des lignes parallèles à l'intérieur), des lignes gravées isolées et des points et taches peints en rouge. A ceux-ci, il faut ajouter ceux retrouvés en 2020 : bisons, aurochs, chevaux et, en particulier, quatre vulves. À côté de cela, il y a au moins cinq séries de doubles lignes tracées à la peinture rouge.
Il s'agit d'images de la période gravettienne (environ 28 000 à 20 000 ans, qui présentent des similitudes avec certaines conventions graphiques de l'Europe continentale. Autrement dit, il n’existe guère d’exemples similaires de cette période dans la péninsule ibérique et c’est précisément là la caractéristique distinctive la plus importante de ces images. D’autre part, comme l’ont noté les membres de l’équipe de recherche, l’analyse technologique des lignes gravées sur la pierre montre que la personne qui les a réalisées n’avait pas les compétences inhérentes à un artiste. Il semble que l'auteur manquait d'expérience, car il était incapable de créer des lignes continues et sécurisées.